# Ga Byeollae Byeolgaram
Ga Byeollae Byeolgaram (Tiếng Hàn: 별내별가람역, Hanja: 別內별가람驛) là ga tàu điện ngầm của Tàu điện ngầm vùng thủ đô Seoul tuyến 4 ở Byeollae-dong, Namyangju-si, Gyeonggi-do. Từ ga này đến ga Jinjeop là đoạn của Tổng công ty Thành phố Namyangju.

## Lịch sử
- 10 tháng 12 năm 2014: Khởi công xây dựng
- 6 tháng 8 năm 2021: Công bố bảng cự ly đường sắt và xác nhận tên ga[3]
- 19 tháng 3 năm 2022: Khai trương

## Bố trí ga
| Onam ↑      |
| \| N/B      |
| ↓ Danggogae |

| Hướng Bắc | ● Tuyến 4 | ← Hướng đi Onam · Jinjeop                              |
| Hướng Nam | ● Tuyến 4 | → Hướng đi Danggogae · Nowon · Seoul · Sadang · Oido → |

## Xung quanh nhà ga
- Chi nhánh Saemaeul Geumgo Byeolgaram
- Đường cao tốc vành đai 1 vùng thủ đô Seoul Nút giao thông Byeollae
- Trường tiểu học Namyangju Deoksong
- Paris Baguette Chi nhánh ga Byeollae Byeolgaram
- Ediya Coffee Chi nhánh Byeolnae Bukbu